# Luis María Díez-Picazo Giménez
Luis María Díez-Picazo Giménez, (Madrid, 1958), és magistrat del Tribunal Suprem d'Espanya des de 2008 i president de la Sala Tercera des de setembre de 2015.

## Biografia
Fill de Luis Díez-Picazo, també magistrat del Suprem i un dels referents espanyols en temes de dret civil. Llicenciat en Dret el 1980 per la Universitat Autònoma de Madrid amb premi extraordinari, fou becari del Reial Col·legi d'Espanya, doctorant-se a la Universitat de Bolonya amb una tesi sobre El problema de la administrazione degli orgni costituzionales, sota la direcció del professor Fabio Roversi Monaco.
Lletrat del Ministeri de Justícia per oposició, és també catedràtic de Dret Constitucional des de 1990 i ha exercit com a jutge a Màlaga i Madrid, i ha exercit docència a les Universitats de Màlaga i de Castella-La Manxa, a l'Institut Universitari Europeu de Florència (1989-1997) i a la Escola Judicial (1997-1999). També és o ha sigut professor associat al Centre d'Estudis Polítics i Constitucionals, com a professor de màster a la Universitat Internacional Menéndez Pelayo, i al Centre Universitari d'Estudis Financers (Cunef), vinculat a l'Associació Espanyola de Banca.

### Tribunal Suprem
Des de 2008 és magistrat del Tribunal Suprem, al qual va accedir pel torn corresponent a juristes de reconeguda competència amb més de quinze anys d'exercici. L'11 de febrer de 2009 fou un dels jutges que va dictar sentència amb relació a l'assignatura "Educació per a la ciutadania".
El maig de 2015 va dictar sentència en matèria d'expedients de regulació d'ocupació en el sector públic, i el setembre del mateix any fou nomenat president de la sala tercera del Suprem, la Sala del Contenciós, en substitució de José Manuel Sieira. El nomenament fou polèmic, ja que al Suprem els presidents de sala solen renovar com a mínim una vegada el seu mandat, però no fou així en el cas de Sieira. Díez-Picazo va comptar amb el suport de Carlos Lesmes, president del Tribunal Suprem. Finalment Díez-Picazo va rebre 12 dels 21 vots. El nomenament fou tan polèmic que diversos sectors progressistes de la magistratura van redactar un informe sobre el cas a la relatora especial sobre la independència de magistrats i advocats de l'ONU, denunciant l'existència de pressions en relació al seu nomenament.

### Impostos d'hipoteques
L'octubre de 2018 el Tribunal Suprem va dictar sentència segona la qual l'Impost d'Actes Jurídics Documentats (IAJD) havien de pagar-ho els bancs i no els hipotecats, com venia sent costum fins al moment. La sentència es va publicar en referència a un recurs iniciat per l'ajuntament del municipi de Rivas Vaciamadrid.
Díez-Picazo, en un acte sense precedents, va reaccionar deixant en suspens la sentència del mateix Suprem, aquest fet va aixecar una forta polèmica i entitats com "Jueces y Juezas para la Democracia" van demanar la dimissió de Díez-Picazo. Els mateixos magistrats de la sala secció segona (Maurandi (president), José Díaz Delgado, Ángel Aguallo, Francisco José Navarro, Jesús Cudero (ponent) i Dimitry Berberoff- es van mostrar molestos amb la decisió de Díez Picazo, ja que no es pot revocar una sentència judicial ferma i que s'até "exclusivament a criteris jurídics". Diversos mitjans de comunicació van criticar el seu vincle professional i possible conflicte d'interessos amb l'Associació Espanyola de Banca, tot i tenir el permís del Consell General del Poder Judicial per donar classes a Cunef.

## Publicacions
Ha publicat una desena de llibres, entre els quals destaquen "Sistema de derechos fundamentales", "La derogación de las leyes", "Régimen constitucional del Poder judicial", "La Criminalidad de los gobernantes" i "La Naturaleza la de Unión Europea".